# Down on the Upside
| 전문가 평가          | 전문가 평가 |
| 평가 점수            | 평가 점수   |
| 출처                 | 점수        |
| -------------------- | ----------- |
| AllMusic             | [ 1 ]       |
| Chicago Tribune      | [ 2 ]       |
| Entertainment Weekly | B+          |
| The Guardian         | [ 4 ]       |
| Los Angeles Times    | [ 5 ]       |
| NME                  | 3/10        |
| Pitchfork            | 7.0/10      |
| Rolling Stone        | [ 8 ]       |
| Spin                 | 8/10        |
| USA Today            | [ 10 ]      |

《Down on the Upside》는 1996년 5월 21일, A&M 레코드를 통해 발매된 미국의 록 밴드 사운드가든의 다섯 번째 스튜디오 음반이다. 전작인 《Superunknown》 (1994년)을 지원하기 위한 월드 투어에 이어 사운드가든은 새 음 작업을 시작했다. 밴드가 자체 제작한 이 음반의 음악은 그룹의 이전 음반보다 훨씬 덜 무겁고 어둡고 새로운 사운드를 실험하는 것이 특징이다.
이 음반은 뉴질랜드와 호주 차트에서 1위를 차지했고, 미국 빌보드 200에서 2위로 데뷔했으며, 첫 주에 20만 장이 팔렸고 싱글 〈Pretty Noose〉, 〈Burden in My Hand〉, 〈Blow Up the Outside World〉, 〈Ty Cobb〉를 발매다. 이 밴드는 1996년 롤라팔루자 투어에 참여했고, 이후 전 세계 투어를 통해 이 음반을 지원했다.
《Down on the Upside》는 밴드 내부의 긴장이 1997년 4월에 해체되는 것으로 이어졌기 때문에 2012년 《King Animal》까지의 사운드가든의 마지막 스튜디오 음반이었다. 이 음반은 미국에서 160만 장이 팔렸다.

## 녹음
이 음반의 녹음 세션은 1995년 11월부터 1996년 2월 사이에 워싱턴주 시애틀에 있는 스튜디오 리토와 배드 애니멀 스튜디오에서 열렸다. 스튜디오 리토는 펄 잼의 기타리스트 스톤 고사드가 소유하고 있다. 사운드가든의 멤버들이 직접 음반을 제작했다. 프로듀서와 함께 일하지 않는 선택에 대해 프런트맨 크리스 코넬은 "5번째 녀석은 너무 많은 요리했고 모든 것을 혼란스럽게 합니다. 그것은 너무 많은 정신적인 길을 내려가야 하고, 그것은 그것을 희석시킵니다." 드러머 맷 캐머런은 《Superunknown》에서 마이클 베인혼과 함께 작업한 결과 좋은 결과를 얻었지만, "필요한 것보다 조금 더 많은 투쟁"이었고, 자체 제작은 과정을 더 빨리 진행하게 할 것이라고 덧붙였다. 이전에 사운드가든에서 《Superunknown》의 보조 엔지니어로 일한 적이 있는 애덤 캐스퍼는 밴드와 함께 제작 협력자로 작업하고 음반을 혼합했다.
음반 작업은 1995년 7월에 시작되었다. 이 밴드는 새로운 소재가 로드 테스트된 유럽의 축제에서 공연하기 위해 휴식을 취했다. 그 후, 밴드는 약 한 달 동안 더 많은 작곡을 했고 스튜디오 리토에서 대부분의 음반을 녹음했다. 작곡에 대한 전반적인 접근은 개별 밴드 멤버들이 대부분의 곡을 더 완벽하게 작곡하면서 과거의 노력에 비해 덜 협력적이었다. 그 밴드는 이전에 하지 않았던 것들을 시도하고 더 다양한 소재를 사용하려고 노력했다. 그들은 음반을 위한 라이브 분위기를 만들기 위해 노력했고, 피드백과 조율되지 않은 기타 부품과 같이 프로듀서들이 보통 정리하려고 하는 사운드로 남겨두려고 했다. 이 음반에 작업한 전체 시간은 이 밴드가 《Superunknown》에 작업한 시간보다 적었다. 코넬은 음반 제작 과정을 "훨씬 더 빠르고 더 쉽다"고 설명했다.
대부분의 자료는 코넬과 베이시스트 벤 셰퍼드가 썼고, 후자는 이미 16개의 음반 트랙 중 6개를 작업했다. 보도에 따르면, 기타리스트 킴 타일과 코넬이 밴드의 트레이드 마크가 된 무거운 기타 리프에서 벗어나려는 코넬의 열망을 놓고 충돌하는 등 그룹 내의 긴장이 고조되었다고 한다. 이 음반에 타일이 기여한 유일한 곡은 〈Never the Machine Forever〉였고, 이 곡은 그가 작사와 음악을 모두 썼으며, 또한 밴드가 녹음한 마지막 곡이기도 했다. 이 노래는 처음에 타일이 시애틀 음악가 그레그 길모어와 했던 잼 세션에서 나왔다. 라이너 노트에서, 타일은 노래에 영감을 준 것에 대해 길모어의 공로를 인정한다. 그는 가사가 빠지고 편곡되지 않은 불완전한 음악 아이디어가 많아 음반을 만들지 않았다고 말했다. 타일은 "만족스러운 창의적 입력이 없다면 조금 낙담할 수 있지만, 다른 한편으로는, 저는 모든 솔로 비트를 쓰고 기타를 위해 생각해내는 부분에 제한이 없습니다."라고 말했다. 코넬은 "우리가 완성되었을 때, 그것은 약간 힘들었던 것처럼 느껴졌습니다. 마치 길고 힘든 것 같았습니다. 하지만 우리가 발견한 것이 있었습니다."라고 말했다.

## 곡 목록
모든 곡들은 특별한 언급이 없는 한 크리스 코넬에 의해 작사/작곡하였다.
| #   | 제목                          | 작사·작곡       | 재생 시간 |
| --- | ----------------------------- | --------------- | --------- |
| 1.  | 〈Pretty Noose〉              |                 | 4:12      |
| 2.  | 〈Rhinosaur〉                 | 코넬, 맷 캐머런 | 3:14      |
| 3.  | 〈Zero Chance〉               | 코넬, 벤 셰퍼드 | 4:18      |
| 4.  | 〈Dusty〉                     | 코넬, 셰퍼드    | 4:34      |
| 5.  | 〈Ty Cobb〉                   | 코넬, 셰퍼드    | 3:05      |
| 6.  | 〈Blow Up the Outside World〉 |                 | 5:46      |
| 7.  | 〈Burden in My Hand〉         |                 | 4:50      |
| 8.  | 〈Never Named〉               | 코넬, 셰퍼드    | 2:28      |
| 9.  | 〈Applebite〉                 | 코넬, 캐머런    | 5:10      |
| 10. | 〈Never the Machine Forever〉 | 킴 타일         | 3:36      |
| 11. | 〈Tighter & Tighter〉         |                 | 6:06      |
| 12. | 〈No Attention〉              |                 | 4:27      |
| 13. | 〈Switch Opens〉              | 코넬, 셰퍼드    | 3:58      |
| 14. | 〈Overfloater〉               |                 | 5:09      |
| 15. | 〈An Unkind〉                 | 셰퍼드          | 2:08      |
| 16. | 〈Boot Camp〉                 |                 | 2:59      |

## 인증
| 국가                                                  | 인증     | 판매량/출하량 |
| ----------------------------------------------------- | -------- | ------------- |
| 오스트레일리아 (ARIA)                                 | 플래티넘 | 70,000^       |
| 캐나다 (뮤직 캐나다)                                  | 플래티넘 | 100,000^      |
| 뉴질랜드 (RMNZ)                                       | 플래티넘 | 15,000^       |
| 영국 (BPI)                                            | 실버     | 60,000*       |
| 미국 (RIAA)                                           | 플래티넘 | 1,000,000^    |
| *판매량을 기반으로 한 인증 ^출하량을 기반으로 한 인증 |          |               |